# Christiane Aimery
Pour les articles homonymes, voir Aimery.
Christiane Aimery (pseudonyme d'Antoinette Mazas), née le 8 novembre 1883 à Angoulême, en Charente, et morte le 12 avril 1964 à Lavaur, dans le Tarn, est une romancière et biographe française.

## Biographie
D'inspiration catholique[réf. nécessaire], elle écrit de nombreux romans dont le thème récurrent est celui des conflits familiaux.
Elle a également publié une biographie sur l'écrivain Joris-Karl Huysmans.
L’Académie française lui décerne le prix Montyon en 1924 et 1937 et le prix Général-Muteau en 1941.

## Œuvres

### Romans
- Il s'éleva un vent violent... (1920)
- Le Masque du devoir (1923)
- Ceux qui se taisent (1926)
- Béatrice, ou les Deux Expériences (1927)
- La Source corrompue (1929)
- Mademoiselle Dornis, peintre (1930)
- L'Héritage de monsieur Du Maupas (1933)
- La Dormante (1933)
- La Maison qui s'écroule (1934)
- Samson aveugle (1936)
- Pas à pas dans la nuit (1938)
- On demande des pensionnaires (1939)
- Caprice du destin (1939)
- Cette nuit où il neigeait... (1939)
- Rien, fils de rien (1941)
- Ce lundi de Pâques (1942)
- Ce monde disparu (1943)
- Valérie (1943)
- Pacte avec une ombre (1944)
- Les Jours sans pain (1945)
- Figures dans la flamme (1946)
- Pont-Ange (1948)
- Le Secret (1948)
- Le Chemin du mauvais pas (Maison de la Bonne Presse, coll. « La Frégate » no 39, 1949)
- Signes particuliers néant (Éditions Amiot-Dumont, 1949)
- Écrit sur le ciel (Éditions Amiot-Dumont, 1950)
- Voyageuse pour nulle part (1951)
- Au creux d'un vieux manoir (1952)
- Moi, la morte (1952)
- Trois filles sous un cerisier (1953)
- On dansera à la Casa Rossi (1953)
- L'Étrange Aventure de Jean Deschamps (Maison de la Bonne Presse, coll. « La Frégate » no 123, 1956)
- Amour à trois visages (1957
- Cherche ses amours (1958)
- Il a été perdu un enfant... (1960)

### Biographie
- Huysmans (P. Lethielleux, 1944) ; réédition sous le titre Joris-Karl Huysmans, Paris, Caritas, coll. « Visages et souvenirs », 1956

## Distinction
- Prix du Printemps par la Société des Gens de Lettres en 1920[1]